# 한국프로농구 포스트시즌 2012
2011-2012 KB국민카드 프로 농구의 포스트시즌은 2012년 3월 7일부터 시작하여 4월 6일까지 진행되었다. 

## 순위
| 성적 | 팀                     | 경기수 | 승 | 패 | 승률  | 승차 | 비고        |
| ---- | ---------------------- | ------ | -- | -- | ----- | ---- | ----------- |
| 1    | 원주 동부 프로미       | 54     | 44 | 10 | 0.815 | -    | 4강 PO 직행 |
| 2    | 안양 KGC 인삼공사      | 54     | 36 | 18 | 0.667 | 8    | 4강 PO 직행 |
| 3    | 부산 KT 소닉붐         | 54     | 31 | 23 | 0.574 | 13   | 6강 PO 진출 |
| 4    | 전주 KCC 이지스        | 54     | 31 | 23 | 0.574 | 13   | 6강 PO 진출 |
| 5    | 울산 모비스 피버스     | 54     | 29 | 25 | 0.537 | 15   | 6강 PO 진출 |
| 6    | 인천 전자랜드 엘리펀츠 | 54     | 26 | 28 | 0.481 | 18   | 6강 PO 진출 |
| 7    | 창원 LG 세이커스       | 54     | 21 | 33 | 0.389 | 23   | 진출실패    |
| 8    | 고양 오리온스          | 54     | 20 | 34 | 0.370 | 24   | 진출실패    |
| 9    | 서울 SK 나이츠         | 54     | 19 | 35 | 0.352 | 25   | 진출실패    |
| 10   | 서울 삼성 썬더스       | 54     | 13 | 41 | 0.241 | 31   | 진출실패    |

| 성적 | 팀                     | 경기수 | 승 | 패 | 승률  | 승차 | 비고            |
| ---- | ---------------------- | ------ | -- | -- | ----- | ---- | --------------- |
| 1    | 안양 KGC 인삼공사      | 54     | 36 | 18 | 0.667 | 8    | 챔피언전 우승   |
| 2    | 원주 동부 프로미       | 54     | 44 | 10 | 0.815 | -    | 챔피언전 준우승 |
| 3    | 부산 KT 소닉붐         | 54     | 31 | 23 | 0.574 | 13   | 4강 PO 진출     |
| 4    | 울산 모비스 피버스     | 54     | 29 | 25 | 0.537 | 15   | 4강 PO 진출     |
| 5    | 전주 KCC 이지스        | 54     | 31 | 23 | 0.574 | 13   | 6강 PO 진출     |
| 6    | 인천 전자랜드 엘리펀츠 | 54     | 26 | 28 | 0.481 | 18   | 6강 PO 진출     |
| 7    | 창원 LG 세이커스       | 54     | 21 | 33 | 0.389 | 23   | 진출실패        |
| 8    | 고양 오리온스          | 54     | 20 | 34 | 0.370 | 24   | 진출실패        |
| 9    | 서울 SK 나이츠         | 54     | 19 | 35 | 0.352 | 25   | 진출실패        |
| 10   | 서울 삼성 썬더스       | 54     | 13 | 41 | 0.241 | 31   | 진출실패        |

## 토너먼트표
|  | 6강 플레이오프 | 6강 플레이오프 | 6강 플레이오프 |  |  | 4강 플레이오프 | 4강 플레이오프 | 4강 플레이오프 |          |   | 챔피언 결정전 | 챔피언 결정전 | 챔피언 결정전 |  |
|  |                |                |                |  |  |                |                |                |          |   |               |               |               |  |
|  | 4              | 전주 KCC       | 0              |  |  |                |                |                |          |   |               |               |               |  |
|  | 5              | 울산 모비스    | 3              |  |  | 1              | 원주 동부      | 3              |          |   |               |               |               |  |
|  |                |                |                |  |  | 5              | 울산 모비스    | 1              |          |   |               |               |               |  |
|  |                |                |                |  |  |                |                |                |          |   | 1             | 원주 동부     | 2             |  |
|  | 3              | 부산 KT        | 3              |  |  |                |                | 2              | 안양 KGC | 4 |               |               |               |  |
|  | 6              | 인천 전자랜드  | 2              |  |  | 2              | 안양 KGC       | 3              |          |   |               |               |               |  |
|  |                |                |                |  |  | 3              | 부산 KT        | 1              |          |   |               |               |               |  |

## 6강 플레이오프

### 1차전
| 2012년 3월 7일 전주실내체육관 | 전주 KCC | 65 | 16 <1Q> 20 17 <2Q> 14 16 <3Q> 33 16 <4Q> 24 | 91 | 울산 모비스 |

| 2012년 3월 8일 부산사직실내체육관 | 부산 KT | 79 | 22 <1Q> 19 15 <2Q> 13 10 <3Q> 18 23 <4Q> 20 9 <EQ> 11 | 81 | 인천 전자랜드 |

### 2차전
| 2012년 3월 9일 전주실내체육관 | 전주 KCC | 68 | 16 <1Q> 19 21 <2Q> 13 9 <3Q> 21 22 <4Q> 23 | 76 | 울산 모비스 |

| 2012년 3월 10일 부산사직실내체육관 | 부산 KT | 75 | 19 <1Q> 16 19 <2Q> 19 16 <3Q> 20 21 <4Q> 16 | 71 | 인천 전자랜드 |

### 3차전
| 2012년 3월 11일 울산동천체육관 | 울산 모비스 | 79 | 17 <1Q> 20 23 <2Q> 15 22 <3Q> 17 17 <4Q> 14 | 66 | 전주 KCC |

| 2012년 3월 12일 인천삼산월드체육관 | 인천 전자랜드 | 73 | 20 <1Q> 20 19 <2Q> 24 17 <3Q> 20 17 <4Q> 21 | 85 | 부산 KT |

### 4차전
| 2012년 3월 14일 인천삼산월드체육관 | 인천 전자랜드 | 84 | 21 <1Q> 14 22 <2Q> 13 18 <3Q> 13 23 <4Q> 17 | 57 | 부산 KT |

### 5차전
| 2012년 3월 16일 부산사직실내체육관 | 부산 KT | 98 | 25 <1Q> 13 23 <2Q> 23 11 <3Q> 20 12 <4Q> 15 27 <EQ> 21 | 92 | 인천 전자랜드 |

## 4강 플레이오프

### 4강 플레이오프 (A조)
1차전
| 2012년 3월 17일 15:00 |

|  |

| 원주 동부 vs. 울산 모비스 |

2차전
| 2012년 3월 19일 19:00 |

|  |

| 원주 동부 vs. 울산 모비스 |

3차전
| 2012년 3월 21일 19:00 |

|  |

| 울산 모비스 vs. 원주 동부 |

4차전
| 2012년 3월 23일 19:00 |

|  |

| 울산 모비스 vs. 원주 동부 |

### 4강 플레이오프 (B조)
1차전
| 2012년 3월 18일 14:00 |

|  |

| 안양 KGC vs. 부산 KT |

2차전
| 2012년 3월 20일 19:00 |

|  |

| 안양 KGC vs. 부산 KT |

3차전
| 2012년 3월 22일 19:00 |

|  |

| 부산 KT vs. 안양 KGC |

4차전
| 2012년 3월 24일 15:01 |

|  |

| 부산 KT vs. 안양 KGC |

## 챔피언 결정전
2011 ~ 2012 KB국민카드 프로 농구 챔피언 결정전(2012 KBL FINALS)은 2012년 3월 28일부터 정규시즌 1위팀 원주 동부 프로미와 2위팀 안양 KGC가 7전 4선승제로 진행됐다.
1차전
| 2012년 3월 28일 19:00 |

|  |

| 원주 동부 vs. 안양 KGC |

2차전
| 2012년 3월 29일 19:00 |

|  |

| 원주 동부 vs. 안양 KGC |

3차전
| 2012년 3월 31일 15:00 |

|  |

| 안양 KGC vs. 원주 동부 |

4차전
| 2012년 4월 1일 14:00 |

|  |

| 안양 KGC vs. 원주 동부 |

5차전
| 2012년 4월 4일 19:00 |

|  |

| 안양 KGC vs. 원주 동부 |

6차전
| 2012년 4월 6일 19:00 |

|  |

| 원주 동부 vs. 안양 KGC |

| 2011-2012 프로농구 우승 |
| ----------------------- |
| 안양 KGC 첫 번째 우승   |

## 트리비아
- 이번 시즌 챔피언 결정전에서는 5, 6, 7차전의 서울 잠실 중립 경기가 폐지되었다. 3, 4, 5차전은 정규시즌 하위팀 홈에서, 1, 2, 6, 7차전은 상위팀 홈에서 경기가 열린다.
- 울산 모비스는 플레이오프 3차전에서 역대 플레이오프 최소 득점(50점)과 최소 야투 성공(16개)을 기록하였다. 종전 기록은 플레이오프 1차전 부산 KT의 51점이었다.
- 안양 KGC인삼공사는 처음으로 챔피언결정전에 올랐으며, 또 한 2005~2006 시즌 이후 6년 만에 정규리그 2위팀이 챔피언결정전에 진출하였다.